# Sigilmassasaurus
Genre
Synonymes
« Spinosaurus B »,
Carcharodontosaurus,
Sigilmassasaurus est un genre éteint de dinosaures théropodes du Crétacé supérieur proposé par le paléontologue canadien Dale Russell sur la base de vertèbres provenant du Maroc.
Russell y place deux espèces, Sigilmassasaurus brevicollis et Spinosaurus maroccanus, et propose d'inclure le genre dans une nouvelle famille, les Sigilmassasauridae.
Plusieurs études considèrent le genre comme non valide et attribuent le matériel découvert par Russell au genre Carcharodontosaurus ou à un ornithischien.
Cependant, une étude en 2015 défend la validité du genre, mais en le plaçant dans la famille des Spinosauridae.

## Étymologie
Le genre Sigilmassasaurus dérive de la cité antique de « Sigilmassa », ancienne capitale du Tafilalt et ancien centre commercial du Sahara occidental, ainsi que de la racine grecque « sauros » voulant dire « lézard », « reptile ».  L'espèce brevicollis dérive quant à elle de deux racines latines, brevis signifiant « court » et de collis voulant dire « cou ». Russel met ici en évidence la faible longueur des vertèbres cervicales qui forment un cou particulièrement court chez ce dinosaure.

## Description
Le matériel fossile rapproché à Sigilmassasaurus est très fragmentaire et ne comprend que des vertèbres cervicales, dorsales et caudales découvertes dans la plaine alluviale du Tafilalet située au sud-est du Maroc, non loin des villes de Taouz et d'Erfoud. Ces ossements furent trouvés dans les grès rouges infra-cénomaniens (base du Crétacé supérieur) de la Formation des Kem Kem Beds (ou Continental Red Beds, ou encore Continental Intercalaire) qui a fourni une riche faune de dinosaures théropodes (Spinosaurus, Carcharodontosaurus, Deltadromeus, Dromaeosauridae).

### Référence taxonomique
- (en) Paleobiology Database : Sigilmassasaurus  Russel, 1996